# Kilia (miasto)
Kilia (ukr. Кілія), (Kiliia (trl.), Kilija (trb.)) – miasto na Ukrainie (obwód odeski), na lewym brzegu Kilii – lewego ramienia Dunaju wpadającego tu do głównego nurtu rzeki u wrót delty Dunaju. Graniczy z Rumunią.
Leży w obszarze historycznej krainy Budziak, będącej częścią dawnej Besarabii. W XV i XVI wieku znaczący dla Korony, a później dla Rzeczypospolitej, port czarnomorski leżący w Hospodarstwie Mołdawskim (drugim takim był Białogród nad Dniestrem, dawn. Akerman). Próba odzyskania Kilii i Białogrodu była głównym motywem wojen mołdawskich za panowania Kazimierza IV Jagiellończyka i Jana Olbrachta, a także kolejnych wypraw mołdawskich organizowanych przez Zygmunta III Wazę i Jana III Sobieskiego. W czasach tureckich, portu strzegła twierdza Izmaił zdobyta w 1790 przez Rosję.
Znane od XIV w. Liczba mieszkańców wynosi ok. 25 tys.
W mieście rozwinął się przemysł spożywczy, materiałów budowlanych oraz stoczniowy.

## Zabytki
- cerkiew św. Mikołaja